# Rosa (Tscheljabinsk)
Rosa (russisch Ро́за) ist eine Siedlung städtischen Typs in der Oblast Tscheljabinsk (Russland) mit 13.099 Einwohnern (Stand 14. Oktober 2010).

## Geographie
Die Siedlung liegt im östlichen Vorland des südlichen Ural, etwa 30 km Luftlinie südlich der Oblasthauptstadt Tscheljabinsk.
Rosa gehört zum Rajon Korkino und liegt etwa 4 km nordöstlich des Stadtzentrums von Korkino.

## Geschichte
Der Ort entstand 1932 als Siedlung beim Kolchos Krasnaja Rosa, russisch für Rote Rosa zu Ehren der 1919 ermordeten deutschen Arbeiterführerin Rosa Luxemburg (rosa steht im Russischen jedoch ebenfalls für Rose). Wenig später wurde der Ort mit der Entwicklung des Kohlebergbaus im Gebiet vorrangig Bergarbeitersiedlung.
1981 wurde er mit den nördlich und nordwestlich anschließenden Ortschaften Tschapajewo und Stroitel vereinigt und erhielt den Status einer Siedlung städtischen Typs.

### Bevölkerungsentwicklung
| Jahr | Einwohner |
| ---- | --------- |
| 1989 | 15.588    |
| 2002 | 14.597    |
| 2010 | 13.099    |

Anmerkung: Volkszählungsdaten

## Wirtschaft und Infrastruktur
Wie auch die nahe Stadt Korkino, mit der es praktisch eine Einheit bildet, ist Rosa Zentrum des Kohlebergbaus in der Oblast Tscheljabinsk. Unmittelbar am westlichen Ortsrand liegt der Tagebau Korkinski, der mit fast 500 m Tiefe zu den tiefsten Kohletagebauen der Welt gehört (Sohle bei etwa 270 m unter dem Meeresspiegel; eine Vertiefung um weitere 20 Meter ist geplant).
Die nächstgelegene Bahnstation mit Personenverkehrs ist Dubrowka-Tscheljabinskaja westlich von Korkino an der Strecke Tscheljabinsk – Troizk – Orsk. Es gibt jedoch im gesamten Gebiet ein dichtes Netz von Bergbau- und Industriebahnen; durch Rosa führt eine Güterverkehrstrecke, die die Industriestädte östlich und südlich von Tscheljabinsk verbindet (Kopeisk, Korkino und Jemanschelinsk).
Rosa liegt zwischen der Fernstraße M36 Jekaterinburg – Tscheljabinsk – Troizk – kasachische Grenze, die Korkino am westlichen Stadtrand umgeht, und der von ihr abzweigenden, in den südöstlichen Teil der Oblast führenden Regionalstraße, die nordöstlich von Rosa verläuft.